# 飛び医者
『飛び医者』（仏語原題： Le Médecin volant  ）は、モリエールの最初の喜劇とされる。制作年月日不明。但し17世紀当時の慣習では「喜劇」というのはおよそ3幕から5幕からなる大作のことを指したため、一幕物のこれは本来ならばファルスである。

## 登場人物
- ヴァレール…リュシールの恋人
- サビーヌ…リュシールの従妹
- スガナレル…ヴァレールの従僕
- ゴルジビュス…リュシールの父親
- グロ・ルネ…ゴルジビュスの従僕
- リュシール…ゴルジビュスの娘
- 弁護士

## あらすじ
ヴァレールとサビーヌの会話から幕開け。リュシールは望まない相手と結婚させられそうになっており、それを少しでも引き延ばすために仮病を使っている。逢瀬を重ねやすくするために、医者に転地療養を勧めてもらってはどうか、とサビーヌは提案する。そのために医者が必要なのだが、適任がいないため、スガナレルにそれをやらせることになった。スガナレルが巧みに医者のふりをしたので、事態はサビーヌの考え通りに転んでいった。ところが、ヴァレールとスガナレルが一緒にいるところをゴルジビュスに見られてしまう。スガナレルは医者の格好をしておらず、従僕の格好をしていたので、とっさに機転を利かせ、「兄の医者にそっくりな弟」であるということで1人で2役を演じなければならなくなった。しかし結局グロ・ルネによって暴かれ、ゴルジビュスの怒りを買ってしまう。危うく縛り首になるところだったが、ゴルジビュスがヴァレールを立派な婿と認めたことで、大団円。幕切れ。

## 成立過程
南フランス巡業中に書かれた、モリエールの現存する戯曲の中では最古のものである。もっともこの劇の筋そのものは彼の創意ではなく、中世フランスのファブリオーと呼ばれる民間伝承文学に拠っている。ファブリオーは17世紀になってもフランス国内に素朴な戯曲と言った形で数多く残されており、その上演を観たか筋書きを読むかして、それらを粉本に本作は書き上げられたと考えられる。なおこの劇は、1666年に制作された『いやいやながら医者にされ』と酷似した部分があるが、これは全く別のモリエール自身のファルスを粉本に書き上げられた作品である。
モリエールはたびたび医者を諷刺の題材とし、激烈な批判を浴びせかけている。本作は非常に短い作品であるため、後期の作品と比べるとその要素は薄いが、権威主義に染まり切った医者への批判が込められている。
モリエールの死後一座の勘定方で、未亡人アルマンドから原稿を託されていたラ・グランジュがヴィノと協力して、最初の「モリエール全集」を1682年に刊行した時には、本作と「ル・バルブイエの嫉妬」の2作品は収められていなかった。死後まだ9年しか経っていない時点で、既に原稿が散逸してしまった可能性もあるが、それなら全集の序文でそれに関して一言あっても良さそうなものなのに、この点には何故か一切触れられていない。モリエール自身が自作の出版にはこだわっていなかったため、未定稿のまま残された作品が、上演の度に俳優達の即興で形を少しずつ変えていき、彼の作品とは言えないまでに改変されてしまったので載せなかったとも考えられる。だが1819年になって、ジャン・バティスト・ルソーが偶偶保管していた原稿をヴィオレ・ル・デュックが見つけ、「モリエールの二未刊行作品」と称して刊行したことでその存在が明らかとなった。今ではこの二つのファルスはモリエールの最初期の詩曲とされ、以降刊行されたあらゆる全集に収録されるようになった。しかし抑もルソーの手許に、どのような経過を辿ってこの2作品の原稿が齎されたのか不明である上に、ルソー自身がこれをモリエールの作品ではないと否定していた事、17世紀当時は他人の作品を無断で出版した海賊版や、原稿を精巧に模造した贋作を好事家に売りつける行為が横行していた事などから、この2作品が假令モリエールの他の作品との親近性が立証されたとしても、贋作である可能性を捨てきれないのも確かである。

## 日本語訳
- 『守錢奴 附 俄医者』土井逸雄訳、（モリエール文庫 1）、学芸社、1936年
- 『飛び醫者』川島順平訳、（モリエール全集 第一卷 所収）、中央公論社、1934年
- 『飛び医者』鈴木力衛訳、（世界短篇文学全集 5 フランス文学 中世・18世紀編 所収）、集英社、1963年
- 『飛び医者』鈴木力衛 訳、（世界古典文学全集 47 モリエール篇 所収）、筑摩書房、1965年
- 『飛び医者』鈴木力衛 訳、（モリエール全集 1 所収）、中央公論社、1973年
- 『トンデモ医者』秋山伸子訳、（モリエール全集 1 所収）、臨川書店、2000年